# BOYS LOVE 劇場版
『BOYS LOVE 劇場版』（ボーイズ・ラブ げきじょうばん）は、2007年晩夏公開の寺内康太郎監督による映画である。前作『BOYS LOVE』（DVD作品）が評価され、ストーリーこそを変更するも、同じボーイズラブを題材として、監督及び主演を続投で製作される。また、劇場公開版（88分）とは別に未公開シーンを追加したディレクターズ・カット完全版（117分）もリリースされている。

## あらすじ
蒼井海広（小谷嘉一）はセガール学院の教師で、ある日偶然出逢った少年に慰めを求めてしまう。その後担任のクラスにやって来た転校生天上空々（菅野篤海）はあの日の少年だった。あのことが明らかになるを恐れる蒼井と、臆することなく振舞う空々。成績優秀でスポーツ万能の空々は学園内で権力をふるう花園陸（谷和憲）に敵視される毎日だが、一方、寮で同室になった水木一葉（川久保雄基）から想いを寄せられる。

## キャスト
- 蒼井海広（あおい・かいろ）（小谷嘉一） セガール学院教師。
- 天上空々（あまかみ・そら）（菅野篤海） セガール学院の転校生。諸事情により身売りをしていた。
- 水木一葉（みずき・いちよう）（川久保雄基）セガール学院生。苛められっ子。空々に恋心を寄せる。
- 花園陸（はなぞの・りく）（谷和憲）セガール学院生。権力者の息子。一葉を苛めていた。
- 天上一之（桐山漣）空々の義理の兄。
- 加納有樹（馬場徹）加納大地の義理の兄。
- 郡司光希（永井朋弥）セガール学院生。